# Oscar Tschuor
Oscar Tschuor (Rueun, Graubünden, 2 juli 1912 – Chur, Graubünden, 29 mei 1987) was een Zwitsers componist en dirigent.

## Biografie
Tschuor studeerde bij L. Chresta in Chur en aan het Conservatorium van Zürich bij Ernst Lüthold. Als dirigent was hij vooral bij harmonieorkesten bezig, zoals van 1965 tot 1970 bij de Stadtmusik Chur. Als componist schreef hij bekende marsen voor harmonieorkest. Hij was in verschillende commissies van de Kantonaler Musikverband Graubünden en stichtte in 1976 samen met Caspar Cabalzar en Battesta Bigliel de Veteranen-Vereinigung des Kantonalen Musikverbandes Graubünden.

## Composities

### Werken voor harmonieorkest
- 1961 Montana, mars
- 1966 Alpina, mars
- 1971 Schlitteda - Engadiner Schlittenfahrt, galop
- 1972 Für Stadt und Land, selectie
- 1975 Casaulta, concertmars
- 1982 Churer Marsch
- Albula, concertmars
- Alles singt mit, selectie
  1. Wir sitzten so fröhlich beisammen
  2. Aargau sind zwei Liebi
  3. Gang rüef de Bruna
  4. Mier Senne hei's
  5. Jetzt wemmer eis jödele
  6. Quattro cavai che trottano
  7. Freut euch des Lebens
  8. Der treue Husar
- Arosa, mars
- Bellaria, wals
- Bernina, mars
- Fontana, mars
- Gossauer Marsch
- Gruss von Hausen, mars
- Holiday in Rhodos, mars
- Homa, mars
- Jugendparade, mars
- Kraftwerkbau, concertmars
- Marsch der Veteranen
- Mein Bolzenbach, mars
- Mit Sang und Klang, selectie
- Muntanella, polka
- San Bernhardino, mars
- San Carlo, mars
- Scesaplana, mars
- Silvaplana, wals
- Surselva, mars

- Gemeinsame Normdatei: 134542894
- International Standard Name Identifier: 0000 0000 5690 8385
- MusicBrainz: aa21bb92-20d4-4eeb-b93a-cb9d93af6a93
- Virtual International Authority File: 79665497
- WorldCat: E39PBJgt9Y9DfVG7jwcyYvTT73